# Javier García Moreno
Javier García Moreno, meglio noto con lo pseudonimo Chino (Albacete, 13 novembre 1991), è un giocatore di calcio a 5 spagnolo.

## Carriera

### Club
Cresciuto nell'Albacete, Chino debutta in Primera División nella stagione 2012-13 con la maglia del Puertollano. Dopo la retrocessione dei manceghi, prosegue la carriera in diverse società della massima serie, disputando le stagioni migliori con le maglie di Jaén – con cui vince due Coppe di Spagna – e Valdepeñas – con cui vincerà la classifica dei marcatori nella stagione 2019-20. Nel gennaio del 2022 la Dinamo Samara si avvale della clausola rescissoria del calcettista, che dunque conclude la sua militanza nel Valdepeñas. Il successivo scioglimento della società, conseguenza dell'invasione russa dell'Ucraina del 2022, impedisce il debutto del calcettista, che si ritrova svincolato. Essendo già stato tesserato da due società professionistiche nel corso della stagione 2021-22, a marzo si accorda con l'Albacete, impegnato nel campionato spagnolo di terza serie. Nella stagione seguente fa ritorno al Jaén, con cui vince nuovamente la Coppa di Spagna.

### Nazionale
Il 2 aprile 2018 Chino ha debuttato nella Nazionale maschile di calcio a 5 della Spagna nell'amichevole vinta per 3-1 contro la Finlandia. Il 30 agosto 2021 è stato incluso nella lista definitiva dei convocati alla Coppa del Mondo 2021, conclusa dalla Spagna ai quarti di finale. Il 28 dicembre 2021 è stato incluso nella lista dei convocati per il Campionato europeo 2022.

## Palmarès

### Club
- Coppa di Spagna: 3
Jaén: 2014-15, 2017-18, 2022-23

### Individuale
- Capocannoniere della Primera División: 2
2019-20 (26 gol)
2022-23 (32 gol)